# 빌헬름 구스틀로프

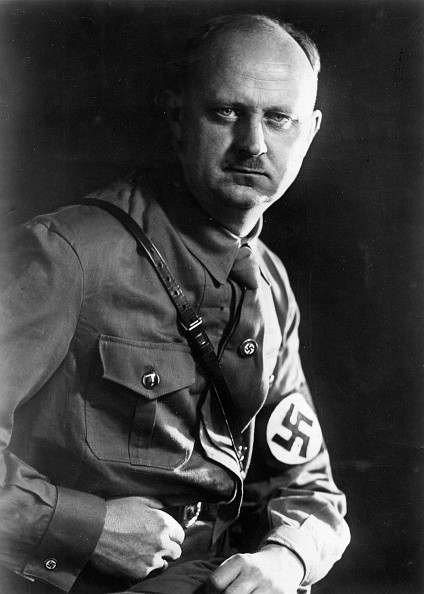

빌헬름 구스틀로프(Wilhelm Gustloff, 1895년 1월 30일 – 1936년 2월 4일)는 다보스에서 스위스 NSDAP/AO(독일 밖에 거주하는 독일 시민을 위한 나치당 조직)의 창립자였다. 그는 1932년부터 1936년 암살될 때까지 지도자로 남아 있었다.

## 생애 및 암살
기상학자로 스위스 정부에서 일했던 구스틀로프(상인 헤르만 구스틀로프의 아들)는 1927년에 NSDAP에 가입했다. 그는 반유대주의 선전 책인 시온 장로 의정서의 배포를 도왔고, 스위스 유대인 공동체 구성원이 이 책의 배포자인 스위스 NSDAP/AO를 명예 훼손으로 고소했다. 구스틀로프는 1936년 다보스에서 총에 맞아 사망했다. 현재의 크로아티아 지역에서 온 유고슬라비아 유태인 학생 데이비드 프랑크푸르터가 NSDAP의 성장에 분개했다.
프랑크푸르터는 "나는 유대인이기 때문에 총을 쐈다"고 고백하며 즉시 스위스 경찰에 항복했다. 그는 18년형을 선고받고 스위스 감옥에서 전쟁을 보냈다. 1945년 5월 17일 전승기념일 직후, 프랑크푸르터는 스위스 법원에서 사면되었다.

## 같이 보기
- 헤르베르트 노르쿠스
- 호르스트 베셀
- 뮌헨 폭동